# Ministère de la Santé (Venezuela)
Pour les articles homonymes, voir Ministère de la Santé.
Le ministère de la Santé ou MinSalud (Ministerio del Poder Popular para la Salud, en espagnol, littéralement, « ministère du Pouvoir populaire pour la Santé ») est un ministère du gouvernement du Venezuela. L'actuelle ministre est Magaly Gutiérrez depuis le 9 février 2022.

## Chronologie
Fondé le 1er mars 1936 sous le nom de ministère de la Santé et de l'Assistance sociale (MSAS), le ministère fusionne en 1999 sous l'impulsion du président Hugo Chávez avec le ministère de la Famille et le ministère de la Santé et du Développement social. En mars 2009, le ministère est rebaptisé Ministerio del Poder Popular para la Salud.

## Liste des ministres de la Santé
| Image            | Nom                           | Parti | Début            | Fin               |
| ---------------- | ----------------------------- | ----- | ---------------- | ----------------- |
| Magaly Gutiérrez | Magaly Gutiérrez              |       | 2025             |                   |
| Magaly Gutiérrez | Magaly Gutiérrez              |       | 9 février 2022   | 27 août 2024      |
|                  | Carlos Alvarado               |       | 25 juin 2018     | 8 février 2022    |
|                  | Luis López                    |       | 11 mai 2017      | 25 juin 2018      |
|                  | Antonieta Caporale            |       | 4 janvier 2017   | 10 mai 2017       |
|                  | Luisana Melo                  |       | 6 janvier 2016   | janvier 2017      |
|                  | Henry Ventura                 |       | 16 avril 2015    | 6 janvier 2016    |
|                  | Nancy Pérez                   |       | 2 septembre 2014 | 2014              |
|                  | Francisco Armada              |       | 6 novembre 2013  | 2014              |
|                  | Isabel Iturria                |       | 21 avril 2013    | 6 novembre 2013   |
|                  | María Eugenia Sader           |       | 25 mai 2010      | 21 avril 2013     |
|                  | Luis Reyes Reyes              |       | 10 février 2010  | 22 mai 2010       |
|                  | Carlos Rotondaro Cova         |       | 30 juillet 2009  | 2010              |
|                  | Jesús María Mantilla Oliveros |       | 17 mai 2007      | 30 juillet 2009   |
|                  | Erick Rodríguez Miérez        |       | 2007             | 2007              |
|                  | Francisco Armada              |       | 2004             | 2007              |
|                  | Roger Capella                 |       | 2003             | 2004              |
|                  | María Lourdes Urbaneja Durant |       | 2001             | 2003              |
|                  | Gilberto Rodríguez Ochoa      |       | 1999             | 2001              |
|                  | José Félix Oletta López       |       | 1997             | 1999              |
|                  | Pedro Rincón Gutiérrez        |       | 24 novembre 1995 | 19 mars 1997      |
|                  | Vicente Pérez Dávila          |       | 1994             | 1994              |
|                  | Pablo Pulido                  |       | 1993             | 1994              |
|                  | Ángel Rafael Orihuela         |       | 10 janvier 1992  | 14 juin 1993      |
|                  | Pedro Páez Camargo            |       | 21 janvier 1991  | 9 janvier 1992    |
|                  | Manuel Adrianza               |       | 27 août 1989     | 20 janvier 1991   |
|                  | Felipe Bello González         |       | 1989             | 1990              |
|                  | Francisco Montbrun            |       | 26 octobre 1987  | 1er février 1989  |
|                  | Otto Hernández Pieretti       |       | 13 mars 1985     | 25 octobre 1987   |
|                  | Luis Maniel Manzanilla        |       | 1984             | 1985              |
|                  | Luis González Herrera         |       | 1981             | 1984              |
|                  | Alfonso Benzecri              |       | 1979             | 1981              |
|                  | Antonio Parra León            |       | 23 janvier 1975  | 11 mars 1979      |
|                  | Blas Bruni Celli              |       | 12 mars 1974     | 22 janvier 1975   |
|                  | José de Jesús Mayz Lyon       |       | 1970             | 1974              |
|                  | Lisandro Latuff               |       | 1969             | 1970              |
|                  | Armando Soto Rivera           |       | 1968             | 1969              |
|                  | Alfonso Araujo Belloso        |       | 14 mars 1967     | 23 avril 1968     |
|                  | Domingo Guzmán Lander         |       | 4 novembre 1964  | 13 mars 1967      |
|                  | Alfredo Arreaza Guzmán        |       | 11 mars 1964     | 3 novembre 1964   |
|                  | Arnoldo Gabaldón              |       | 13 février 1959  | 10 mars 1964      |
|                  | Espíritu Santos Mendoza       |       | 1958             | 1959              |
|                  | Carlos Luis González          |       | 1958             | 1958              |
|                  | Pedro Gutiérrez Alfaro        |       | 2 décembre 1952  | 22 janvier 1958   |
|                  | Raúl Soulés Baldó             |       | 27 novembre 1950 | 1er décembre 1952 |
|                  | Antonio Martín Araujo         |       | 24 novembre 1948 | 26 novembre 1950  |
|                  | Edmundo Fernández             |       | 21 octobre 1945  | 24 novembre 1948  |
|                  | Félix Lairet                  |       | 5 mai 1941       | 18 octobre 1945   |
|                  | Julio García Alvarez          |       | 1938             | 1941              |
|                  | Honorio Sigala                |       | 1937             | 1938              |
|                  | Santos Dominici               |       | 1936             | 1937              |
|                  | Enrique Tejera Guevara        |       | 1936             | 1936              |